# 八坂書房
八坂書房（やさかしょぼう）は、東京都にある日本の出版社。出版書籍は博物学・美術史・西洋史（特に中世史、文化史）関連が中心である。

## 概要

### 所在地
- 東京都千代田区神田猿楽町一丁目4番11号

## 沿革
- 2012年：三橋淳『昆虫食文化事典』が第66回毎日出版文化賞を受賞。
- 2013年：藤崎衛『中世教皇庁の成立と展開』が第19回ヘレンド賞（地中海学会）を受賞。
- 2016年：吉田孝夫『山と妖怪：ドイツ山岳伝説考』が第13回日本独文学会賞（日本語研究書部門）を受賞[1]。
- 2022年：三浦麻美『「聖女」の誕生：テューリンゲンの聖エリーザベトの列聖と崇敬』が第17回女性史学賞を受賞。

## 主な出版物
- 『南方熊楠日記：1885年 - 1913年』全4巻（長谷川興蔵：校訂）、1987年 - 1989年。第1巻：ISBN　978-4-89694-711-3
- 石川良輔『うちのカメ：オサムシの先生カメと暮らす』1994年。ISBN　978-4-89694-645-1
- L.H.ベイリー『植物の名前のつけかた：植物学名入門』1996年 / 新装版、2000年。
  - 改題・新装版『植物学名入門：植物の名前のつけかた』2017年。ISBN　978-4-89694-237-8
- 篠永哲・林晃史『虫の味』1996年 / 新装版、2006年。ISBN　978-4-89694-877-6
- 小林頼子『フェルメール論：神話解体の試み』1998年 / 増補新装版、2008年。ISBN　978-4-89694-913-1
- ハンス・ビーダーマン（藤代幸一監訳）『図説 世界シンボル事典』2000年 / 普及版、2015年。ISBN　978-4-89694-189-0
- 『日本植物誌：シーボルト『フローラ・ヤポニカ』』解説：木村陽二郎・大場秀章、1992年 / 新装版、2000年 / 新版、2023年。ISBN　978-4-89694-347-4
- Ｊ．アディソン『花を愉しむ事典：神話伝説・文学・利用法から、花言葉・占い・誕生花まで』2002年 / 新装版、2007年。ISBN　978-4-89694-892-9